# The Reptile Database
The Reptile Database (engelsk for Krybdyrsdatabasen) er en videnskabelig database som samler taksonomisk information om alle nulevende arter af krybdyr (dvs. der er ingen fossile arter som f.eks. dinosaurer). Databasen fokuserer på arter (i modsætning til højere rangeringer som f.eks. familie) og omfatter alle flere end 9.900 i øjeblikket anerkendte arter, omend der sædvanligvis er en forsinkelse på op til et par måneder før nybeskrevne arter kommer online. Databasen samler videnskabelige navne, navne på andre sprog (hovedsageligt engelsk), synonymer, litteraturhenvisninger, udbredelsesinformation, typeinformation, etymologi og anden videnskabelig relevant information.

## Historie
Databasen blev startet i 1995 som EMBL Reptile Database da grundlæggeren, Peter Uetz, var student ved European Molecular Biology Laboratory (EMBL) i Heidelberg, Tyskland. Thure Etzold havde udviklet den første web-grænseflade for EMBL's DNA-sekvensdatabase, og den blev også brugt til krybdyrsdatasen. I 2006 flyttede databasen til The Institute of Genomic Research (TIGR) og blev en kort overgang kaldt TIGR Reptile Database indtil TIGR blev en del af J Craig Venter Institute (JCVI) hvor Uetz var associeret professor indtil 2010. Siden 2010 er databaset kørt på servere i Tjekkiet med Peter Uetz og Jirí Hošek, en tjekkisk programmør, som ansvarlige.

## Indhold
Pr. januar 2014 indeholder The Reptile Database mere end 9.900 arter (inkl. omkring 2.800 underarter), mere end 33.000 litteraturhenvisninger og omkring 7.000 fotografier. Databasen er vokset konstant siden starten med gennemsnitligt omkring 120 nye beskrevne arter om året over den sidste dekade.

## Forhold til ande databaser
The Reptile Database har været med i Species 2000-projektet som har lavet Catalogue of Life (CoL), en metadatabase med mere end 130 artsdatabaser som katalogiserer alle levende arter på Jorden. CoL giver taksonomisk information til Encyclopedia of Life (EoL). The Reptile Database samarbejder også med World Register of Marine Species (WoRMS), citizen science-projektet iNaturalist, og linker til IUCN's rødliste. NCBI's taksonomidatabase linker til The Reptile Database.